# Monodelphis domestica
Opossum gris, Opossum-musaraigne commun
Pour les articles homonymes, voir Opossum.
Ne doit pas être confondu avec Opossum d'Amérique.
Espèce
Statut de conservation UICN

 LC  : Préoccupation mineure
Synonymes
- Didelphys domestica Wagner,1842

Monodelphis domestica, appelé Opossum gris ou Opossum gris à queue courte, Opossum-musaraigne commun ou Opossum-soricidé commun, Opossum américain ou Opossum sud-américain[réf. nécessaire] ou encore « opossum » tout court, est une espèce marsupiale de la famille des Didelphidae. C'est le premier marsupial dont le génome a été séquencé. On le trouve naturellement dans des habitats arborés en Bolivie, au Brésil et au Paraguay. L'opossum est utilisé comme modèle de recherche en sciences. Il est aussi fréquemment trouvé dans les animaleries exotiques.

## Description
Les opossums gris à queue courte sont de petits animaux qui mesurent entre 12 et 18 cm à l'âge adulte et qui pèsent entre 58 et 95 grammes en nature, les mâles étant plus gros que les femelles,. En captivité, ils sont plus gros et les mâles peuvent peser jusqu'à 150 grammes. Comme le suggère le nom vernaculaire, la queue est proportionnellement plus courte que chez d'autres espèces d'opossums; elle mesure entre 5 et 9 centimètres.
Le corps est recouvert d'une fourrure marron-gris, plus claire sur le dessous du corps et blanche sur les pattes. Seule la base de la queue est recouverte de fourrure, le reste est glabre. Les pattes ont des petits coussinets marqués par de fines papilles dermales.  Les griffes sont bien développées et recourbées. Une spécificité de cette espèce est que les femelles ne possèdent pas de poche marsupiale, contrairement aux autres marsupiaux. Les femelles présentent treize tétines qui peuvent être rétractées dans le corps par des muscles situés à leur bas.
Il n'y a pas de sous-espèce reconnue à ce jour.

## Biologie

### Distribution et habitat

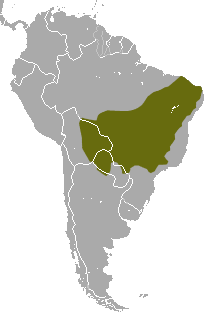
Aire de répartition de l'espèce, en Amérique du Sud

Les opossums gris à queue courte se retrouvent principalement au sud du fleuve de l'Amazone, ainsi que dans le sud, la région centrale et est du Brésil. On les retrouve aussi dans l'est de la Bolivie, au nord du Paraguay, et dans la province de Formosa dans le nord de l'Argentine.
Ils vivent dans les forêts tropicales, les fruticées, les terres agricoles et ils pénètrent parfois des structures conçues par des humains, comme les maisons.

### Alimentation
Les opossums gris à queue courte sont omnivores. Ils se nourrissent de rongeurs, de grenouilles, de reptiles, d'invertébrés et de fruits. Ils chassent principalement grâce à leur odorat, en fourrageant dans la végétation à la recherche de proies ou d'animaux morts. Quand ils trouvent une proie vivante, ils bondissent dessus, la maintiennent au sol avec leurs pattes antérieures et lui infligent un coup mortel, souvent à la base du cou, avec leurs dents acérées. Ils peuvent s'attaquer à des proies aussi grosses qu'eux.

### Comportement
Ils sont nocturnes et sont les plus actifs durant les trois premières heures qui suivent le coucher du soleil. Même s'ils s'abritent parfois dans des crevasses naturelles dans des roches, ils passent la journée cachés dans des nids constitués de feuilles, de copeaux et d'autres matériaux disponibles. Le nid des femelles est plus complexe et tissé de façon plus serrée que celui des mâles. Ils sont solitaires et ne se rassemblent que pour se reproduire. Chaque individu occupe un territoire ayant une surface variant entre 1200 et 1 800 m2, délimité par des marques odorantes. L'approche d'un autre membre de la même espèce résulte principalement en des sifflements et des crissements, suivis généralement d'un comportement de défense, l'animal se dressant alors sur ses pattes postérieures.
En captivité, on observe des comportements de cannibalisme : les mères mangent parfois une partie ou l'ensemble de la portée qu'elle a mise bas ; il arrive aussi qu'un adulte mange entièrement un autre adulte, surtout lors de la reproduction.

### Reproduction

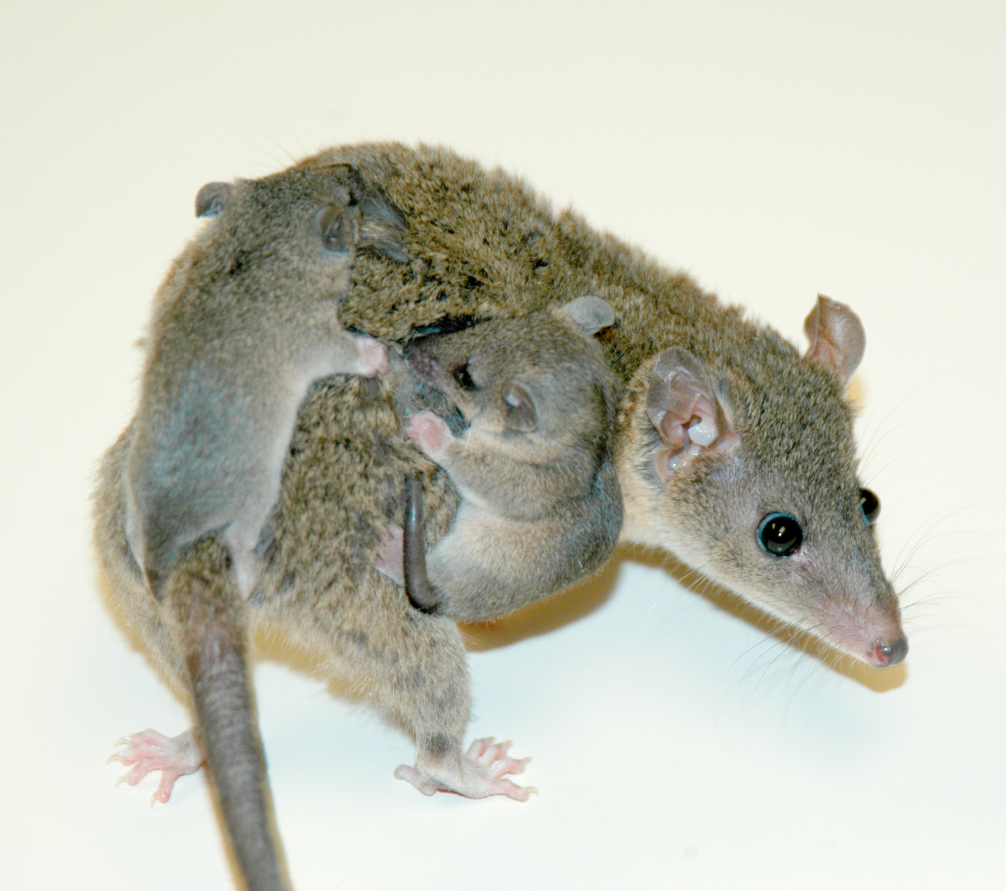
Femelle avec ses petits

Les opossums se reproduisent tout au long de l'année, quand le climat le permet. Ils peuvent donner jusqu'à six portées de six à onze bébés en moyenne, durant une bonne année. Les femelles entrent en œstrus lorsqu'elles sont exposées aux phéromones des mâles et entrent en ovulation après un contact physique avec le mâle. La gestation dure quatorze jours, à la suite desquels le nouveau-né s'attache à la tétine durant deux semaines : l'épithélium de la bouche fusionne avec celui de la tétine. Comme tous les marsupiaux, les jeunes naissent très immatures. À la naissance, ils mesurent 1 centimètre et pèsent environ 0,1 gramme. Les poils poussent aux alentours de la troisième semaine après la naissance, leurs yeux s'ouvrent une semaine plus tard et le sevrage a lieu à la huitième semaine.
Les opossums gris à queue courte sont sexuellement matures à l'âge d'environ 5 mois et peuvent vivre jusqu'à 49 mois en captivité.

## Utilisation par l'humain

### Animal de laboratoire

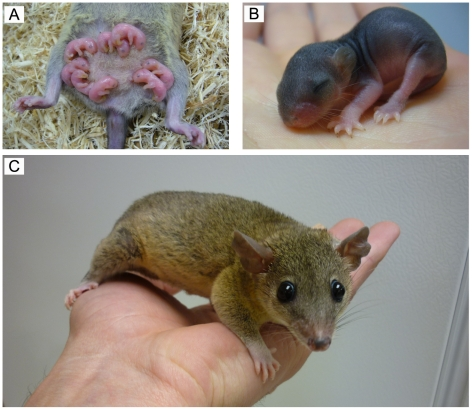
Jeunes Monodelphis domestica (a) 7 jours après la naissance, (b) 28 jours après la naissance et (c) à maturité.

Monodelphis domestica est utilisé en laboratoire depuis 1978. Il possède plusieurs caractéristiques qui en font un modèle idéal d'animal de recherche, en particulier dans les études sur les marsupiaux, ainsi que les recherches en génétique, en immunologie et sur le développement des mammifères,. Il se reproduit assez facilement en laboratoire et les nouveau-nés sont aisément accessibles car, contrairement aux autres espèces de marsupiaux, ces opossums femelles n'ont pas de poche marsupiale: les nouveau-nés s'accrochent tout simplement aux tétines. Les opossums naissent à un stade qui est approximativement équivalent à 13 à 15 jours de vie fœtale chez le rat, ou 40 jours de vie embryonnaire chez les humains. Comme pour d'autres marsupiaux, les insuffisances de fonction du système immunitaire des nouveau-nés en font un modèle idéal pour les greffes et recherches sur le cancer, ainsi que des sujets d'étude générale sur le développement du système immunitaire. Son génome a été séquencé et publié en mai 2007: le travail de décodage, dirigé par le MIT et Harvard, révèle que l'opossum doit avoir entre 18 000 et 20 000 gènes codant des protéines. L'immaturité générale de son système locomoteur à la naissance en font un modèle idéal pour comprendre le développement du système nerveux et du système locomoteur,,,.

### Animal de compagnie

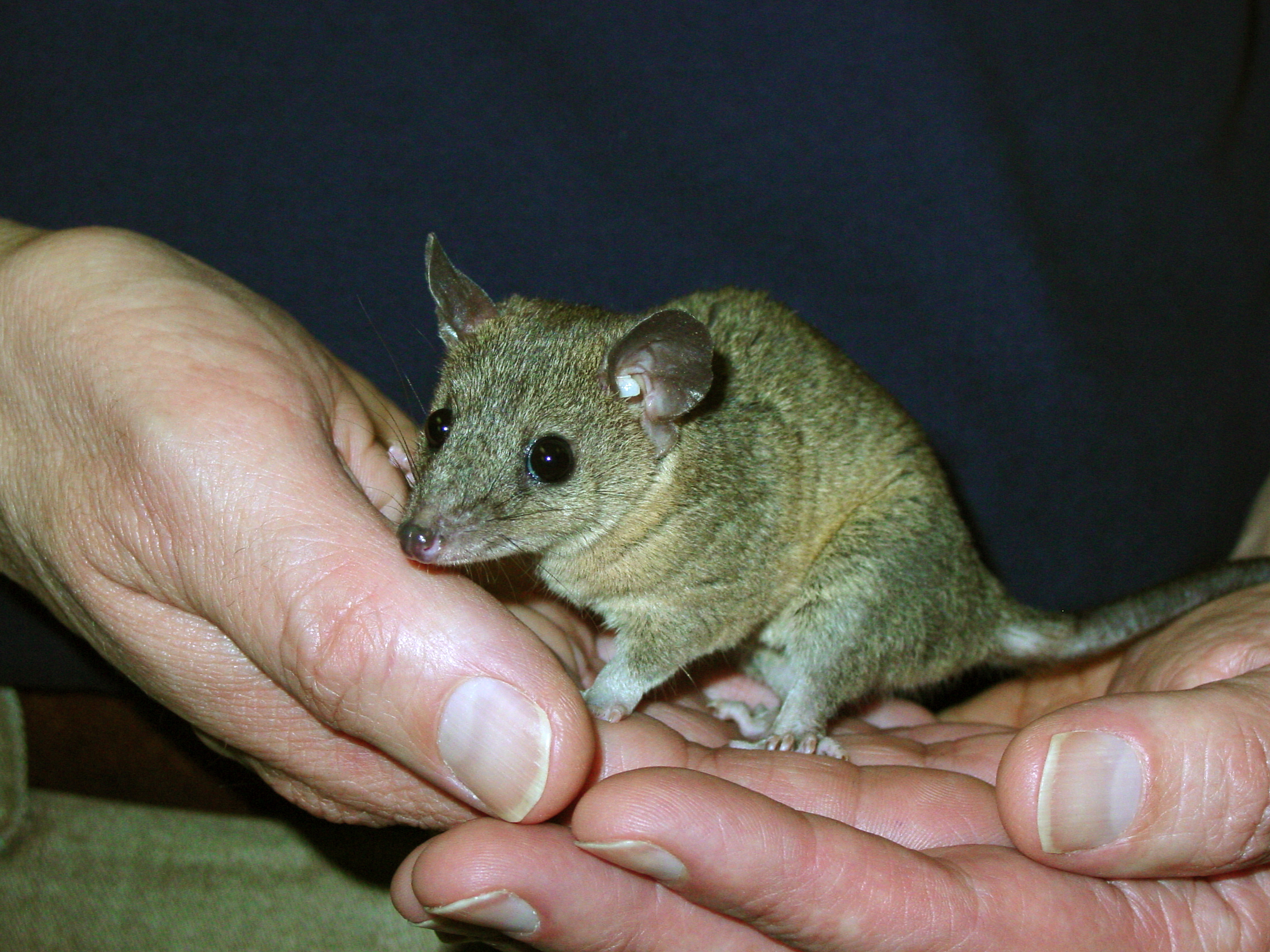
Opossum gris tenu à la main

L'opossum gris n'étant pas considéré comme un animal domestique en droit français, sa détention nécessite donc, dans ce pays, d'avoir un certificat de capacité pour l'entretien d'animaux d'espèces non domestiques.